# Neovenatoridae

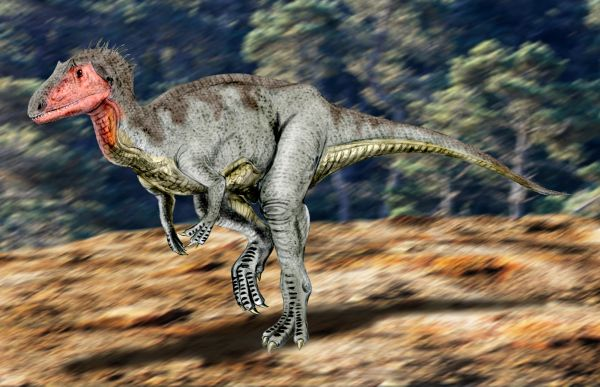
Neovenator, een basale neovenatoride

De Neovenatoridae zijn een groep vleesetende theropode dinosauriërs behorend tot de Allosauroidea.
In 2009 werd het door een kladistische analyse door Roger Benson e.a. duidelijk dat de Carcharodontosauridae sensu Holtz te verdelen waren in twee takken. Men besloot de groep te herdefiniëren en te splitsen. De ene tak omvatte de soorten die meer traditioneel tot de Carcharodontosauridae werden gerekend en behield daarvan de naam, de andere tak bestond uit Neovenator en enkele verwante soorten en werd in 2009 de Neovenatoridae gedoopt.  De klade Neovenatoridae werd daarbij gedefinieerd als: de groep  bestaande uit Neovenator salerii en alle soorten nauwer verwant aan Neovenator dan aan Carcharodontosaurus saharicus, Allosaurus fragilis of Sinraptor dongi.
Behalve Neovenator zelf zijn andere mogelijke neovenatoriden: Aerosteon riocoloradensis, Australovenator wintonensis, Chilantaisaurus tashuikouensis, Fukuiraptor kitadanensis, Megaraptor namunhuaiquii en Orkoraptor burkei. 
Samen  met de Carcharodonidauridae vormen de Neovenatoridae de Carcharodontosauria. Een deelgroep van de Neovenatoridae zijn de Megaraptora. 
De groep bestaat uit middelgrote tot grote roofsauriërs uit het Krijt van Europa, Zuid-Amerika, Australië en Azië. De groep ontstond vermoedelijk in het Hauterivien, 130 miljoen jaar geleden. De jongste bekende mogelijke vorm is Orkoraptor uit het Maastrichtien.
De verwantschappen kunnen worden weergegeven in het volgende kladogram:
|  | Australovenator |
|  |                 |
|  | Fukuiraptor     |
|  |                 |

|  | Aerosteon  |
|  |            |
|  | Megaraptor |
|  |            |

|  | Australovenator |
|  |                 |
|  | Fukuiraptor     |
|  |                 |

|  | Aerosteon  |
|  |            |
|  | Megaraptor |
|  |            |

|  | Australovenator |
|  |                 |
|  | Fukuiraptor     |
|  |                 |

|  | Aerosteon  |
|  |            |
|  | Megaraptor |
|  |            |

|  | Australovenator |
|  |                 |
|  | Fukuiraptor     |
|  |                 |

|  | Aerosteon  |
|  |            |
|  | Megaraptor |
|  |            |

|  | Australovenator |
|  |                 |
|  | Fukuiraptor     |
|  |                 |

|  | Aerosteon  |
|  |            |
|  | Megaraptor |
|  |            |

|  | Australovenator |
|  |                 |
|  | Fukuiraptor     |
|  |                 |

|  | Aerosteon  |
|  |            |
|  | Megaraptor |
|  |            |

|  | Australovenator |
|  |                 |
|  | Fukuiraptor     |
|  |                 |

|  | Aerosteon  |
|  |            |
|  | Megaraptor |
|  |            |

|  | Australovenator |
|  |                 |
|  | Fukuiraptor     |
|  |                 |

|  | Aerosteon  |
|  |            |
|  | Megaraptor |
|  |            |